# Wapen van Grosthuizen

Wapen van de voormalige gemeente Grosthuizen

Het wapen van Grosthuizen is het gemeentewapen van de voormalige gemeente Grosthuizen gelegen in de gemeente Koggenland, in de Nederlandse provincie Noord-Holland.
De oorsprong van het wapen is onbekend. Wel is bekend dat het wapen op 22 oktober 1817 bij Koninklijk Besluit, door de Nederlandse Hoge Raad van Adel, aan de toenmalige gemeente Grosthuizen bevestigd werd. Het wapen moet daarom al voor die tijd in gebruik zijn geweest.
In 1851 werd de Gemeentewet aangenomen. Daarin stond het streven kleine gemeenten die ieder afzonderlijk niet in staat waren de bedoeling van de Gemeentewet behoorlijk tot haar recht te laten komen, samen te voegen. Daarop werd de gemeente in 1854 bij de gemeente Avenhorn gevoegd, waarop het wapen van Grosthuizen in onbruik raakte. Het wapen van Avenhorn heeft overeenkomsten met het wapen van 
Grosthuizen. Onbekend is of er ook een verband bestaat.

## Blazoenering
De beschrijving van het wapen van Grosthuizen luidt:
Van zilver beladen met een ruiter te paard in zijne natuurlijke verf, staande op een terras van sijnople.
Het schild is zilver van kleur met daarop een ruiter te paard. De summiere beschrijving maakt geen melding dat: ruiter een stalen harnas met oranje sjerp draagt; twee rode- en twee gele pluimen op zijn helm heeft; gouden handschoenen draagt; een opgeheven zwaard toont; het paard is voorzien van een rood zadel met een gouden rand. Het wapen had geen kroon of schildhouder.
Abbekerk
· Akersloot
· Andijk
· Ankeveen
· Anna Paulowna
· Assendelft
· Avenhorn
· Barsingerhorn
· Beemster
· Beets
· Bennebroek
· Berkenrode
· Berkhout
· Bijlmermeer
· Blokker
· Bovenkarspel
· Broek in Waterland
· Broek op Langedijk
· Buiksloot
· Bussum
· Callantsoog
· De Rijp
· Egmond
· Egmond aan Zee
· Egmond-Binnen
· Graft
·  Graft-De Rijp
· 's-Graveland
· Groet
· Grootebroek
· Grosthuizen
· Haarlemmerliede
· Haarlemmerliede en Spaarnwoude
· Harenkarspel
· Heerhugowaard
· Hensbroek
· Hoogkarspel
· Hoogwoud
· Ilpendam
· Jisp
· Kalslagen
· Katwoude
· Koedijk
· Koog aan de Zaan
· Kortenhoef
· Krommenie
· Kwadijk
· Langedijk
· Leimuiden
· Limmen
· Marken
· Middelie
· Midwoud
· Monnickendam
· Muiden
· Naarden
· Nederhorst den Berg
· Nibbixwoud
· Niedorp
· Nieuwe Niedorp
· Nieuwendam
· Nieuwer-Amstel
· Noord-Scharwoude
· Noorder-Koggenland
· Obdam
· Oosthuizen
· Opperdoes
· Oterleek
· Oude Niedorp
· Oudendijk
· Oudkarspel
· Oudorp
· Petten
· Ransdorp
· Schardam
· Scharwoude
· Schellingwoude
· Schellinkhout
· Schermer
· Schermerhorn
· Schoorl
· Schoten
· Sijbekarspel
· Sint Maarten
· Sint Pancras
· Sloten
· Spaarndam
· Spaarnwoude
· Spanbroek
· Twisk
· Urk
· Ursem
· Veenhuizen
· Venhuizen
· Warder
· Warmenhuizen
· Waverveen
· Weesp
· Weesperkarspel
· Wervershoof
· Wester-Koggenland
· Westwoud
· Westzaan
· Wieringen
· Wieringermeer
· Wieringerwaard
· Wijdenes
. Wijdewormer
. Wijk aan Zee en Duin
· Wimmenum
· Winkel
· Wognum
· Wormer
· Wormerveer
· Zaandam
· Zaandijk
· Zeevang
· Zijpe
· Zuid-Scharwoude
· Zuid- en Noord-Schermer
· Zwaag

Dorpswapens:
Hauwert
· Volendam
· Zwaagdijk-West